# تپه چغا آملا
تپه چغا آملا مربوط به سده‌های اولیه دوران‌های تاریخی پس از اسلام است و در شهرستان کوهدشت، بخش رومشگان، دهستان رومشگان غربی، روستای شیخ‌آباد قاطر چی واقع شده و این اثر در تاریخ ۶ اسفند ۱۳۸۵ با شمارهٔ ثبت ۱۷۶۰۷ به‌عنوان یکی از آثار ملی ایران به ثبت رسیده است.